# Tyreotropina
Tyreotropina, hormon tyreotropowy, TSH (od ang. thyroid-stimulating hormone) – hormon glikoproteinowy, o masie cząsteczkowej 28 000 Da, wytwarzany przez przysadkę mózgową.
Cząsteczka tyreotropiny składa się z podjednostek alfa i beta. Podjednostka alfa zbudowana jest z 92-aminokwasowego polipeptydu związanego z oligosacharydami. Jest ona identyczna z podjednostką alfa ludzkiej gonadotropiny kosmówkowej (hCG), a podjednostki beta tych dwóch hormonów są odmienne, choć wykazują trochę podobieństw. To sprawia, że gonadotropina kosmówkowa jest słabym agonistą tyreotropiny i wpływa na jej poziom – im wyższe stężenie hCG, tym niższe TSH.
U człowieka powoduje zwiększenie masy tarczycy, zwiększenie przepływu krwi przez ten narząd oraz nasilenie produkcji i wydzielania hormonów tarczycy: tyroksyny i trójjodotyroniny. Wytwarzana jest przez tyreotropy (komórki zasadochłonne β2), które są wielościenne i zawierają ziarna (średnicy 140–200 nm) ją magazynujące.
Regulacja wydzielania tyreotropiny odbywa się na zasadzie ujemnego sprzężenia zwrotnego z hormonami tarczycy; wydzielanie jest także hamowane przez somatostatynę i dopaminę, natomiast pobudzane przez tyreoliberynę oraz stres lub zimno.
Zwiększony poziom tyreotropiny zmniejsza szanse kobiety na zajście w ciążę, prawdopodobnie poprzez zaburzenia owulacji.
Prawidłowa ilość hormonu tyreotropowego to od 0,27 do 4,2 milijednostek na litr. Stężenie poniżej 0,1 mj/l oznacza znaczną nadczynność tarczycy. Stężenie między 0,1 a 0,27 mj/l może oznaczać nadczynność tarczycy. W tym wypadku należy wykonać test TRH. Stężenie w przedziale od 0,27 do 4,2 mj/l jest wartością prawidłową i świadczy o prawidłowej pracy tarczycy. Stężenie powyżej 4,2 mj/l najczęściej wskazuje na niedoczynność tarczycy.
W czasie ciąży u około 20% kobiet stężenie tyreotropiny jest niższe niż norma ogólnopopulacyjna; często spada poniżej granicy wykrywalności. Może to być wynikiem zwykłej nadczynności tarczycy, wywołanej na przykład przez chorobę Gravesa-Basedowa lub ciążową chorobę trofoblastyczną, ale w większości przypadków jest to przejściowa tyreotoksykoza ciążowa, stopniowo ustępująca od drugiego trymestru ciąży.
Hormon tyreotropowy przechodzi słabo przez łożysko.